# نيكولاي دميترييفيتش كوزنتسوف
نيكولاي دميترييفيتش كوزنتسوف (بالإنجليزية: Nikolai Dmitriyevich Kuznetsov) (بالروسية: Николай Дмитриевич Кузнецов) ـ (2 ديسمبر 1850 – 2 مارس 1929) كان رسام بورتريه ومناظر طبيعية روسيًا أوكرانيًا.

## السيرة الذاتية
وُلِد كوزنتسوف في قرية ستبانوفسكايا بمقاطعة خرسون، وهي الآن جزء من أوكرانيا. نشأ في عائلة من ملاك الأراضي الأثرياء. بدأ اهتمامه المبكر بالفنون يظهر من خلال شغفه بالرسم، مما دفعه إلى الالتحاق بأكاديمية الفنون الإمبراطورية في سانت بطرسبرغ، حيث درس تحت إشراف كبار الرسامين في تلك الفترة.
نال كوزنتسوف التقدير لبراعته في رسم البورتريه، مما أكسبه شهرة واسعة بين النخبة الروسية والأوكرانية. كان من بين زبائنه شخصيات بارزة في المجتمع والسياسة والثقافة. كما رسم مناظر طبيعية عكست اهتمامه بالتفاصيل الدقيقة وجمال الطبيعة الريفية.
شارك كوزنتسوف في معارض فنية كبرى داخل الإمبراطورية الروسية وخارجها. وكان أحد الفنانين الذين تبنوا الواقعية الفنية، مسلطًا الضوء على أصالة المشاهد الطبيعية وصفات الشخصيات التي صورها.
خلال الثورة الروسية والأحداث اللاحقة، هاجر كوزنتسوف إلى باريس، حيث أمضى سنواته الأخيرة. واصل هناك العمل كرسام حتى وفاته عام 1929.

## الإرث
يُذكر نيكولاي كوزنتسوف كأحد الرسامين الذين ساهموا في إثراء الفن الواقعي في أواخر القرن التاسع عشر وأوائل القرن العشرين. توجد أعماله اليوم في عدة متاحف ومعارض فنية في أوكرانيا وروسيا وفرنسا.

من اعماله الفنيه
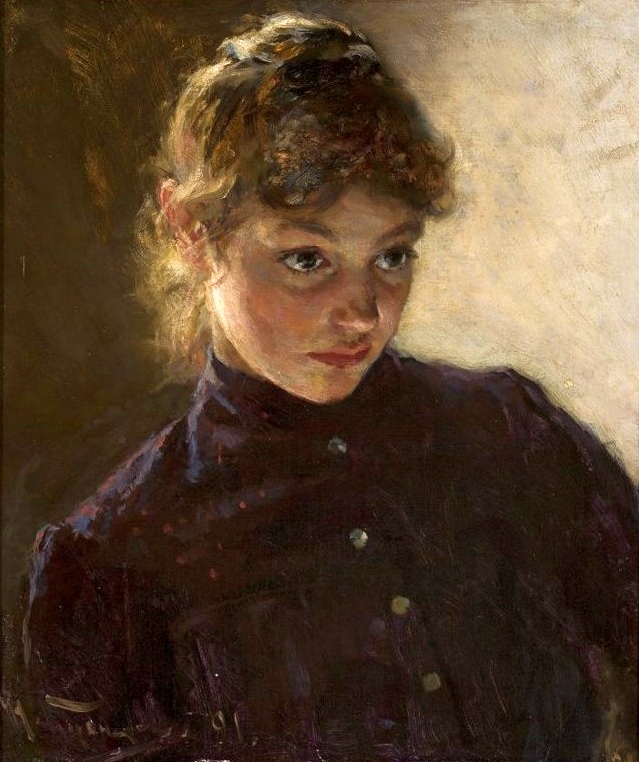
Young Girl (1891)
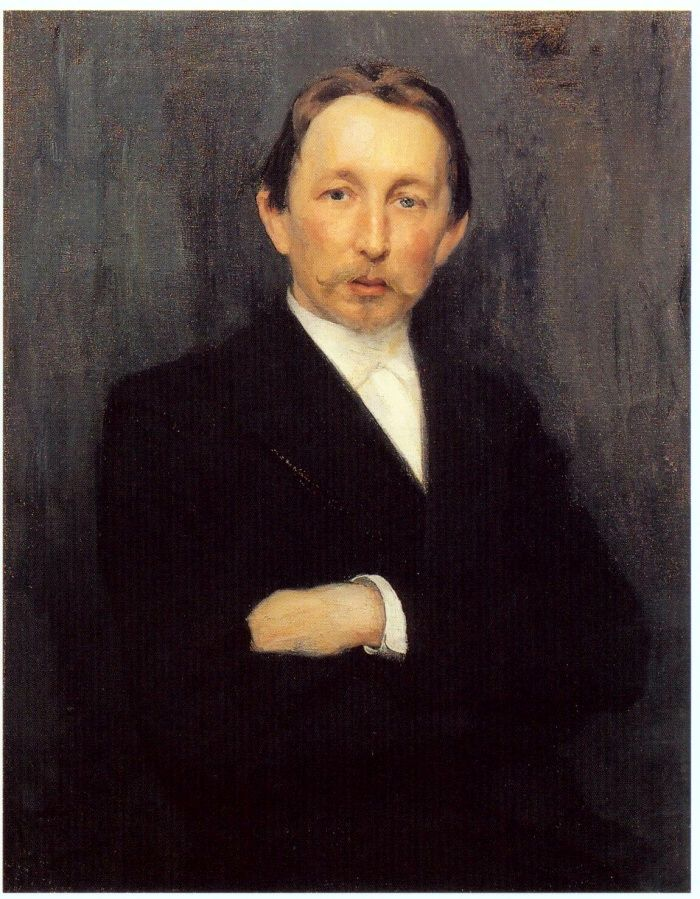
Apollinary Vasnetsov (1897)
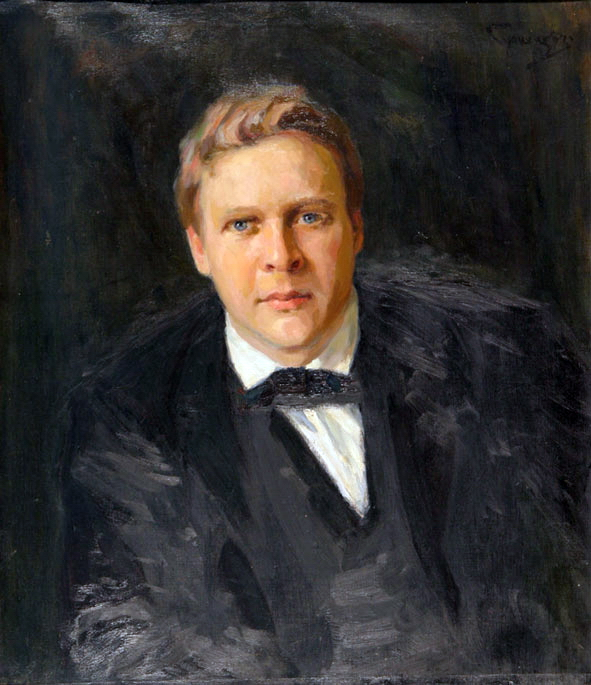
Fyodor Chaliapin (1902)
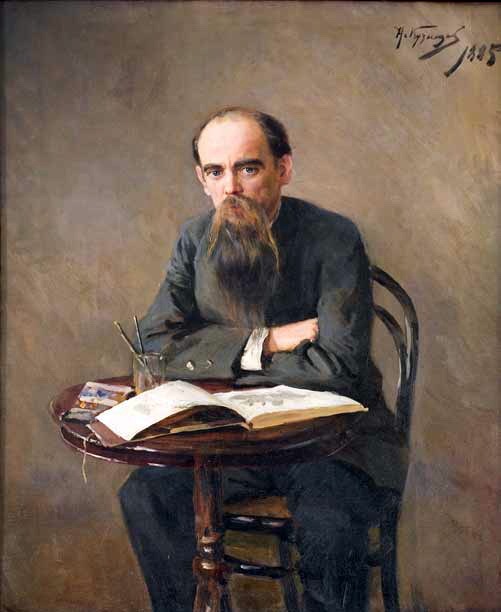
Yefim Volkov (1885)
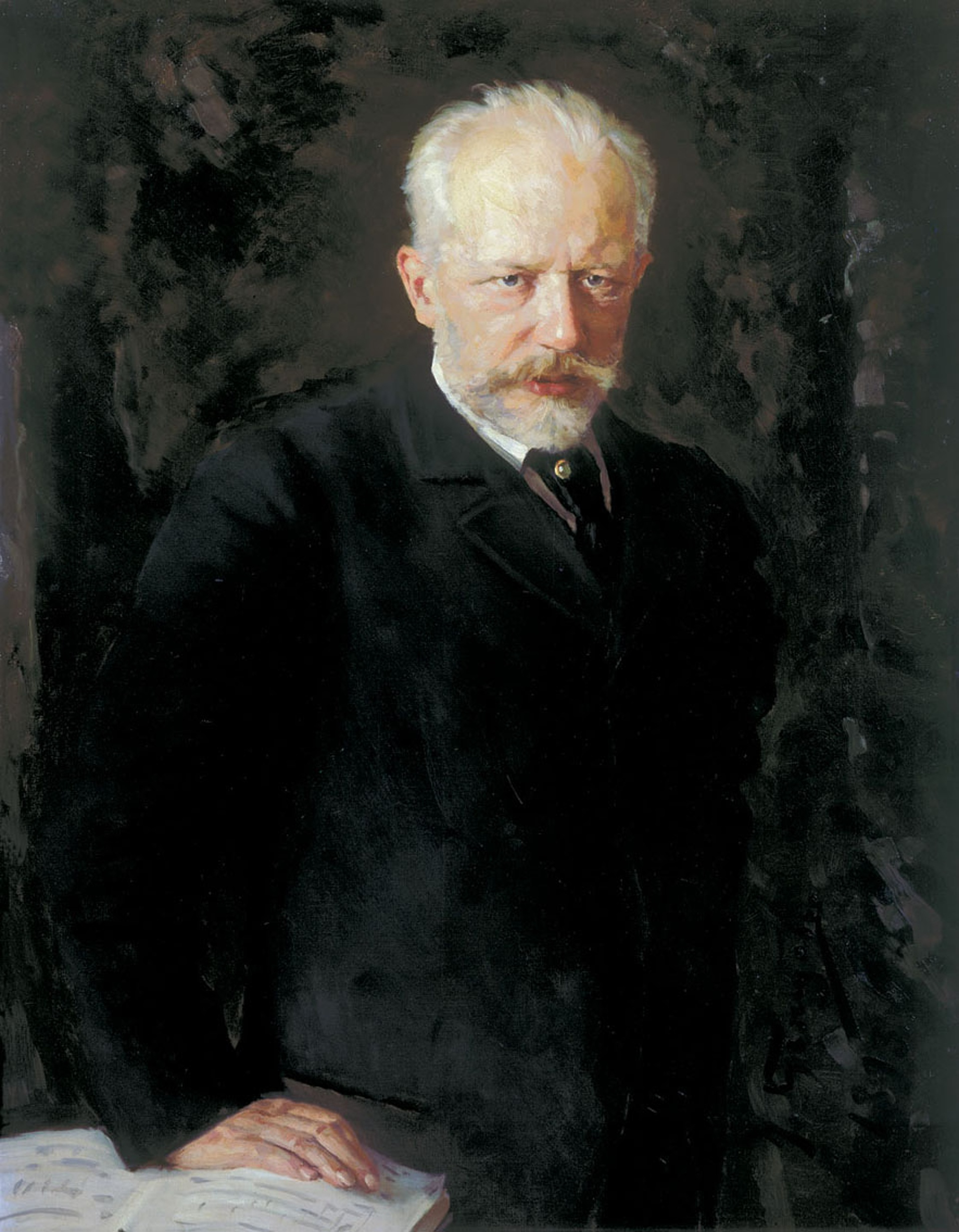
Pyotr Tchaikovsky (1892)
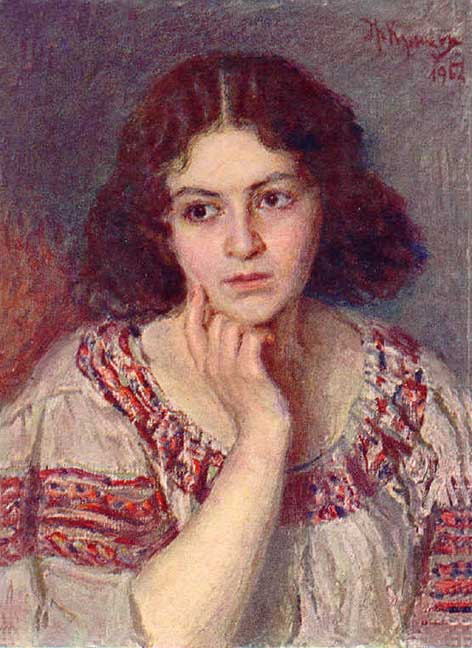
His daughter in costume for the opera Mazeppa (1907)

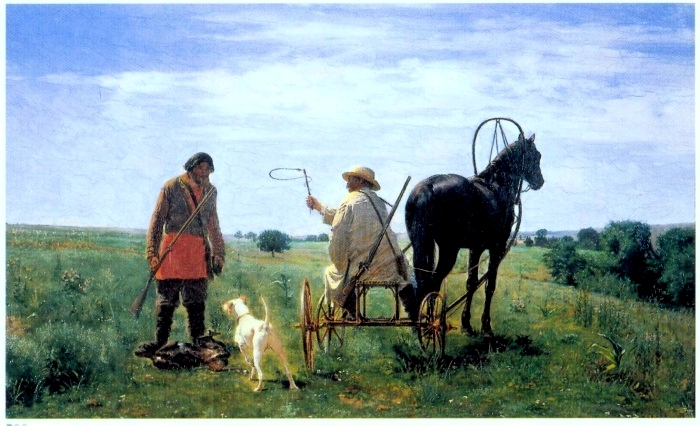
Touring the Property (1879)
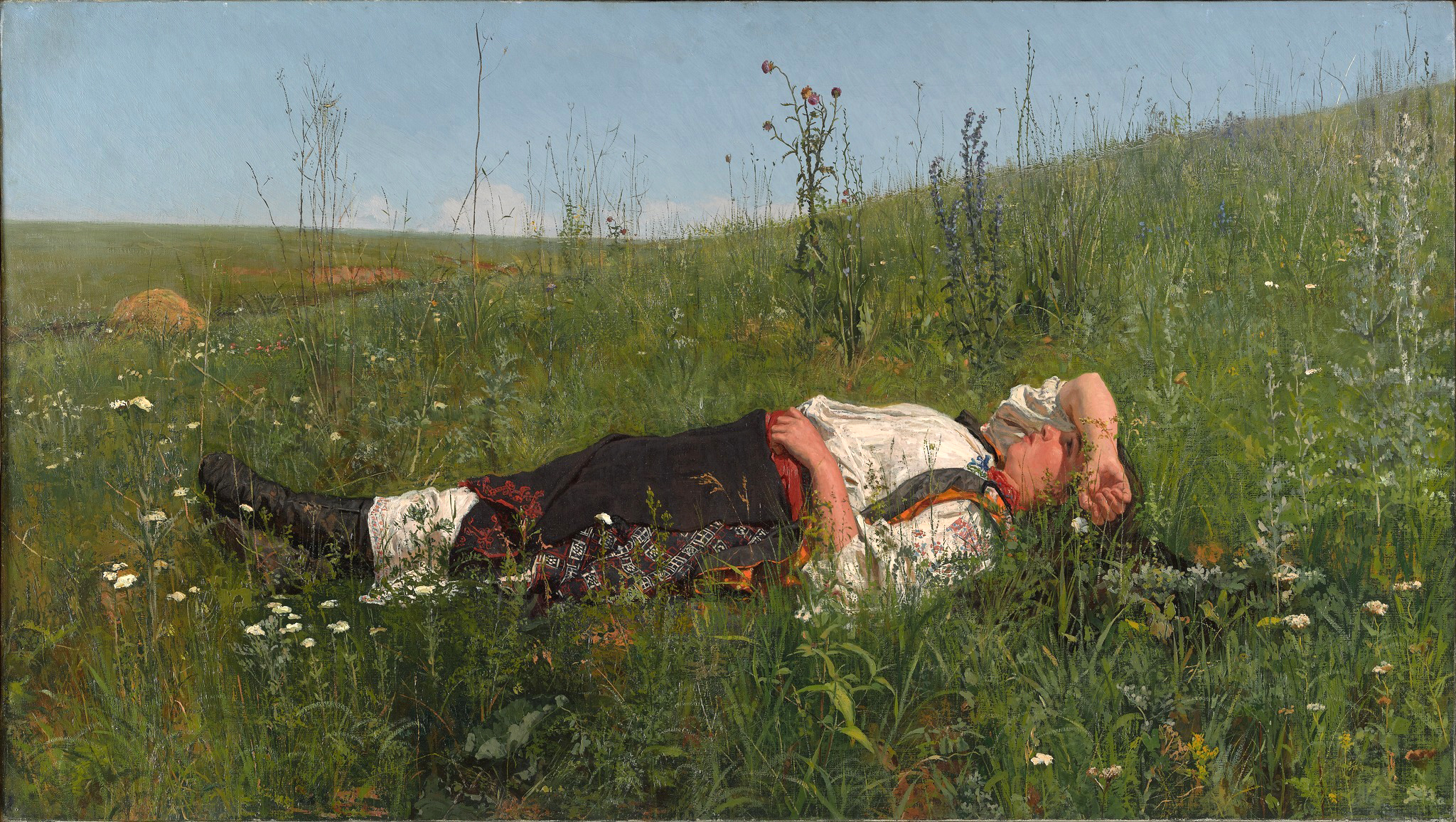
On Holiday (Girl resting on the grass) (1879—1881)
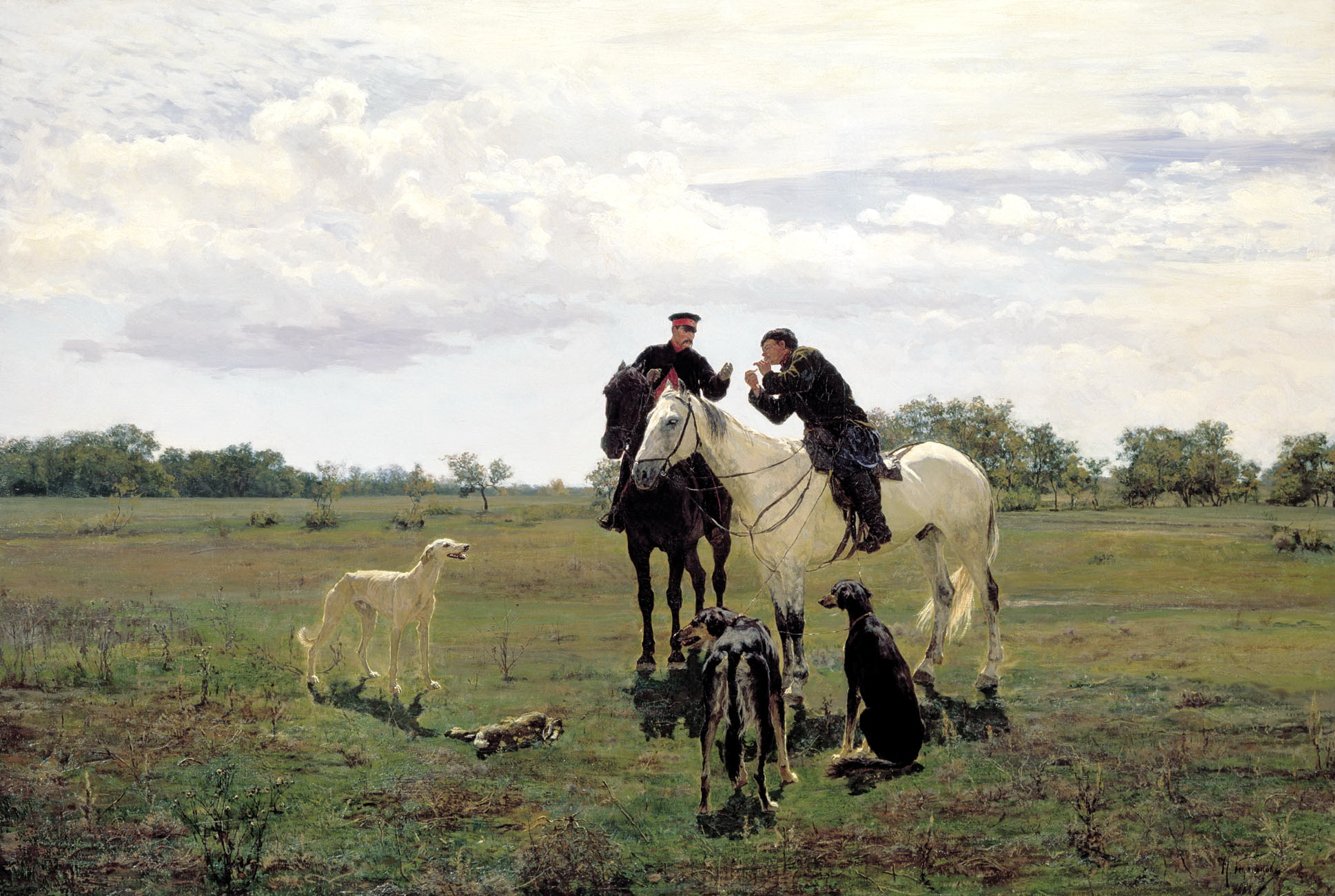
On Leave (1882)
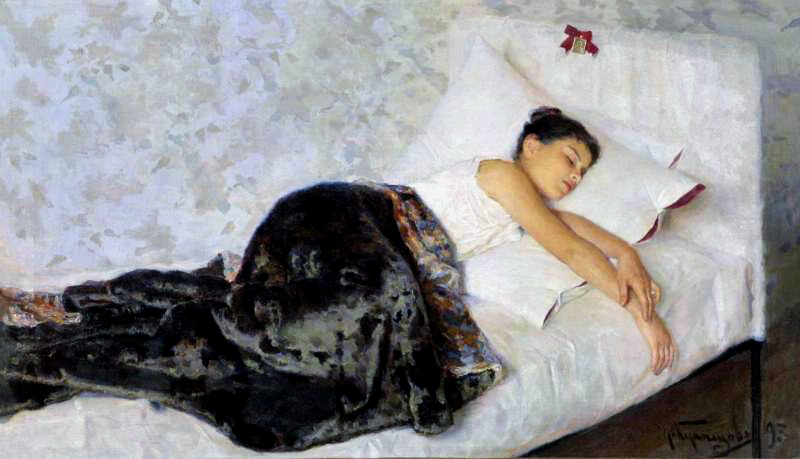
Sleeping girl (1893)